# WFM Fafik
WFM Fafik – prototyp mikrosamochodu, zaprojektowany przez Warszawską Fabrykę Motocykli.
Pomysłodawcą i głównym wykonawcą prototypu Fafika był przedwojenny mechanik motocyklowy i motocyklista rajdowy Jerzy Jankowski (1920–1987), pracownik Warszawskiej Fabryki Motocykli. W 1958 roku, przy wsparciu zakładów, wykonał projekt i pierwszy egzemplarz tego mikrosamochodu. Następnie FSO wykonało pięć (albo sześć, albo osiem, w zależności od źródeł) prototypów.
Potem WFM przygotowała auto do produkcji. Nakłady finansowe, konieczne dla uruchomienia seryjnej produkcji tego pojazdu, bazującego na zespołach skutera Osa były nieznaczne, jednak samochód nie wszedł do produkcji seryjnej – prawdopodobnie miała na to wpływ rządowa decyzja o połączeniu WFM z Państwowymi Zakładami Optycznymi i likwidacji dotychczasowego obiektu produkcyjnego.
Auto miało trzymiejscowe nadwozie o masie 270 kg i ładowności 200 kg. Osiągało prędkość 60–70 km/h zużywając około 4,5 litra benzyny (mieszanej z olejem) na 100 km. Silnik był umieszczony z tyłu i napędzał tylną oś. Początkowo rozruch odbywał się z zewnątrz, metodą motocyklową, później dodano rozrusznik, a także montowano mocniejszy silnik, o mocy 8 KM.